# Коваленко, Константин Степанович
Константин Степанович Коваленко (13 июня 1914, село Богатырь — 17 декабря 1971) — советский партийный деятель, ректор Одесского политехнического института. Депутат Верховного Совета УССР 5-6-го и 8-го созывов. Кандидат в члены ЦК КП Украины в 1960—1966 годах.

## Биография
Родился 13 июня 1914 года в селе Богатырь Екатеринославской губернии (теперь Великоновоселковского района Донецкой области) в крестьянской семье. В 1928 году окончил среднюю школу и поступил в Бердянский педагогический техникум, который окончил в 1932 году.
В 1932—1933 годах — учитель средней школы города Мариуполя Донецкой области. В 1933—1938 годах — студент Киевского политехнического института, специальность «Двигатели внутреннего сгорания».
В 1938—1941 годах — инженер на Коломенском машиностроительном заводе, затем на Киевском заводе № 225. В 1941—1942 годах — инженер на машиностроительном заводе в городе Ижевске.
В 1942 году стал членом ВКП(б).
В 1942—1947 годах — на руководящей комсомольской работе: комсомольский организатор ЦК ВЛКСМ машиностроительного завода, инструктор ГК ВЛКСМ, 1-й секретарь Кировоградского областного комитета ЛКСМУ, заведующий организационного отдела ЦК ЛКСМУ.
В 1947—1950 годах — секретарь ЦК ЛКСМ Украины по кадрам.
В 1950—1953 годах — учёба в аспирантуре Академии общественных наук при ЦК ВКП(б)-КПСС. В 1953 году получил научную степень кандидата экономических наук.
В 1953—1958 годах — консультант ЦК КПУ, заместитель заведующего отдела пропаганды и агитации ЦК КПУ.
В 1958 — январе 1963 — 2-й секретарь Одесского областного комитета КПУ.
В январе 1963 — декабре 1964 — председатель исполнительного комитета Одесского промышленного областного Совета депутатов трудящихся.
В декабре 1964 — мае 1965 — секретарь Одесского областного комитета КПУ.
В мае 1965—1969 — ректор Одесского политехнического института и заведующий кафедрой организации производства и экономики промышленности.
В 1969 — 17 декабря 1971 — начальник Центрального статистического управления при Совете Министров УССР.
17 декабря 1971 года погиб в автомобильной аварии. Похоронен на Байковом кладбище Киева.

## Награды
- четырежды Орден Трудового Красного Знамени (в т.ч. 28.10.1948);
- Орден «Знак Почёта»;
- медали.